# Kurt Helbig
Kurt Helbig (Plauen, 28 giugno 1901 – Berlino, 30 gennaio 1975) è stato un sollevatore tedesco campione olimpico ed europeo.
Durante la sua carriera gareggiò nelle categorie dei pesi leggeri (fino a 67,5 kg.) e dei pesi medi (fino a 75 kg.).